# Danilo Arboleda
Danilo Arboleda Hurtado (ur. 16 maja 1995 we Floridzie) – kolumbijski piłkarz występujący na pozycji środkowego obrońcy w mołdawskim klubie Sheriff Tyraspol.

## Sukcesy

### Klubowe
Deportivo Cali
- Mistrz Kolumbii: 2015 Apertura

Sheriff Tyraspol
- Mistrz Mołdawii: 2020/2021